# Aspergillus clavatus

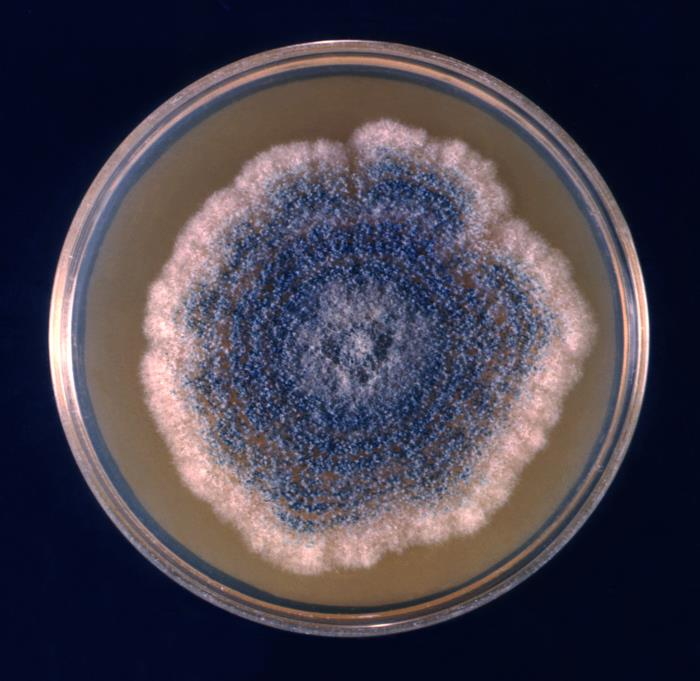
Kolonia A. clavatus po 15 dniach hodowli

Aspergillus clavatus Desm. – gatunek grzybów z rodziny kropidlakowatych (Aspergillaceae). Mikroskopijny grzyb chorobotwórczy.

## Systematyka i nazewnictwo
Pozycja w klasyfikacji według Index Fungorum: Aspergillus, Aspergillaceae, Eurotiales, Eurotiomycetidae, Eurotiomycetes, Pezizomycotina, Ascomycota, Fungi.
Takson ten opisał Jean Baptiste Henri Joseph Desmazières w 1834 r. Synonim: Aspergillus clavatus var. major Torrend 1914:

## Charakterystyka
A. clavatus jest prawdopodobnie gatunkiem kosmopolitycznym. Występuje głównie w glebie i odchodach, ale również na produktach magazynowanych (głównie zbożach) w dużej wilgotności, np. na nieodpowiednio przechowywanym ryżu, kukurydzy i prosie. Izolaty A. clavatus wydają się być szczególnie dobrze przystosowane do wzrostu podczas słodowania.
Po siedmiu dniach kolonia hodowana na podłożu CYA25 osiąga średnicę 28–45 mm, na MEA 25: 25–44 mm, YES25: 29–45 mm, OA25: 31–47 mm, CYA37: 9–26 mm, CREA25: bardzo dobry wzrost, produkcja kwasu od umiarkowanej do bardzo silnej. Kolor kolonii: niebiesko-zielony. Rewers na podłożu (CZA) u niektórych izolatów z wiekiem bezbarwny do nieco brązowawego. Zarodnikowanie obfite. Konsystencja kolonii: aksamitna. Główka konidialna maczugowata, zwykle o wymiarach od 300–400 × 150–200 μm w młodym wieku, z wiekiem zwykle dzieli się na dwie, trzy lub więcej rozbieżnych kolumn. Konidiofor o długości 1500–3000 μm i średnicy 20–30 μm. Jego pęcherzyk jest maczugowaty o wymiarach 200–250 × 40–60 μm. Konidia gładkie, eliptyczne 3–4,5 × 2,5–3 μm.
Cecha diagnostyczna A. clavatus: główki konidialne o wielkości do 4 mm. Podobny jest Aspergillus clavatonanicus.

## Własności chorobotwórcze
A. clavatus jest jednym z gatunków rodzaju Aspergillus wywołującym aspergilozę. Jest odpowiedzialny za zewnętrzne alergiczne zapalenie pęcherzyków płucnych znane jako płuca robotnika słodowego. Opisuje się je jako prawdziwe zapalenie płuc z nadwrażliwości, które zwykle występuje u pracowników słodu. Powoduje gorączkę, dreszcze, kaszel i duszność. Wytwarzane przez A. clavatus mykotoksyny powodują zatrucie zwierząt karmionych produktami ubocznymi słodowania. Sugerowano, że toksyczne zespoły obserwowane u zwierząt wynikają z synergistycznego działania różnych mykotoksyn wytwarzanych przez ten gatunek. Szczep A clavatus spowodował również nadmierne rogowacenie u cieląt.

## Zastosowanie
- W marcu 1942 roku Weisner po raz pierwszy odnotował wytwarzanie przez szczepy A. clavatus antybiotyku, któremu nadano nazwę clavatin. Później antybiotyk ten został nazwany clavacinem. Znany jest również pod nazwą patulina. Jest cennym lekiem w leczeniu przeziębienia i wywiera działanie grzybostatyczne lub grzybobójcze na niektóre dermatofity[5].
- A. clavatus wytwarza cytochalazynę E, cytochalazynę K, tryptokwiwalinę, nortryptokwiwalon, nortryptokwiwalinę, deoksytryptokwiwalinę, deoksynortryptokwiwalinę, tryptokwiwalinę E i tryptokwiwalinę N[6].
- Izolaty A. clavatus wytwarzają rybotoksyny, które mogą pomóc w opracowaniu procesów immunoterapii raka[7].
- A. clavatus wykorzystywany jest także do tworzenia pozakomórkowych bionanocząstek z roztworów azotanu srebra. Wykazują one właściwości przeciwdrobnoustrojowe, które działają przeciwko MRSA i MRSE[8].